# Liste der Träger des Großen Bundesverdienstkreuzes mit Stern
Großkreuz |
Großes Verdienstkreuz mit Stern und Schulterband |
Großes Verdienstkreuz mit Stern |
Großes Verdienstkreuz |
Verdienstkreuz 1. Klasse |
Verdienstkreuz am Bande |
Verdienstmedaille
In dieser Liste sind die Träger des Verdienstordens der Bundesrepublik Deutschland in der Stufe Großes Verdienstkreuz mit Stern mit kurzen Angaben zur Person und zum Verleihungsjahr aufgeführt. Siehe für weitere Träger des Verdienstkreuzes mit Stern die gleichnamige Kategorie

## A
- Claudio Abbado, italienischer Dirigent (2002)
- Horst Abt, Unternehmer (1994)
- Eduard Adorno, Politiker (CDU) (1980)
- Kurt Aland, Theologe (1983)
- Horst Albach, Ökonom (2001)
- Hans Albrecht, Forstmann und Politiker (FDP) (1989)
- Wilhelm Albrecht, Generaloberstabsarzt (1967)
- Hans Arp, deutsch-französischer Maler, Bildhauer und Lyriker (1966)
- Aleida Assmann, Ägyptologin (2022)
- Jan Assmann, Ägyptologe (2022)

## B
- Max Bach, Verleger
- Wilhelm Backhaus, Pianist (1969)
- Paul B. Baltes, Gerontologe (2001)
- Otto Bartning, Architekt (1958)
- Władysław Bartoszewski, polnischer Politiker, Historiker und Publizist (1997)
- Rob Bauer, niederländischer Admiral (2024)
- Theodor Bäuerle, Bildungspolitiker (1952)
- Walther Bauersfeld, Ingenieur und Physiker, Konstrukteur des ersten Planetariums (1953)
- Gerhart Baum, Politiker (FDP) (2023)
- Pina Bausch, Tänzerin und Choreografin (1997)
- Bagnou Beido, nigrischer Offizier und Politiker (1983)
- Rudolf Belling, Bildhauer (1972)
- Schalom Ben-Chorin, Journalist und Schriftsteller (1993)
- Theodor Berchem, Sprachwissenschaftler und Präsident des Deutschen Akademischen Austauschdienstes (2007)
- Ludwig Berger, Regisseur (1966)
- Karl Bernard, Vorsitzender des Zentralbankrates der Bank Deutscher Länder (1955)
- Ansgar Bethge, Vizeadmiral (1985)
- Heinz Bethge, Physiker, Präsident der Deutschen Akademie der Naturforscher Leopoldina (1992)
- Josef Beyerle, Politiker (1951)
- Marianne Birthler, Politikerin (Bündnis 90/Die Grünen), Bundesbeauftragte für die Unterlagen des Staatssicherheitsdienstes der DDR (2011)
- Leo Blech, Komponist und Dirigent (1956)
- Herbert Blomstedt, Dirigent (2022)
- Karlheinz Böhm, österreichischer Schauspieler (2001)
- Carl Friedrich Wilhelm Borgward, Unternehmer (1960)
- Gerhard Brandt, Präses der Evangelischen Kirche im Rheinland (1989)
- Wernher von Braun, Raketeningenieur, Wegbereiter der Raketenwaffen und der Raumfahrt (1970)
- Egidius Braun, Fußballfunktionär (1997)
- Otto Braun, Unternehmer und Politiker (FDP) (1974)
- Horst Bredekamp, Kunsthistoriker und Hochschullehrer (2015)
- Hans Bredow, Hochfrequenztechniker und Rundfunkpionier (1954)
- Otto Bredt, Wirtschaftsprüfer (1968)
- Walter Bruch, Elektrotechniker (1968)
- Rainer Brüderle, Politiker (FDP) (2013)
- Friedrich Brünner, Politiker (CDU)
- Vicco von Bülow (Loriot), Humorist (1999)
- Aenne Burda, Verlegerin (1974)
- Hubert Burda, Verleger (2008)
- Walter Burkert, Klassischer Philologe (2008)
- Karl Buschmann, Gewerkschafter (1979)
- Theodor Busse, General (1966)
- Peter von Butler, Generalleutnant (1985)

## C
- Christopher G. Cavoli, US-amerikanischer General (2025)
- Sergiu Celibidache, rumänisch-deutscher Dirigent (1992)
- Leopold Chalupa, General (1987)
- Emmanuelle Charpentier, französische Mikrobiologin (2019)
- David Chipperfield, britischer Architekt (2023)
- August Claas, Unternehmer (1962)
- Christopher Clark, australischer Historiker (2022)
- Ludwig Curtius, Archäologe (1952)

## D
- Eberhard Daerr, Generaloberstabsarzt, Inspekteur des Sanitäts- und Gesundheitswesens der Bundeswehr (1972)
- Carl Dahlhaus, Musikwissenschaftler und Hochschullehrer (1985)
- Hanns Dahn, Rechtsanwalt (1968)
- Lorraine Daston, Wirtschaftshistorikerin und Hochschullehrerin (2010)
- Johannes Joachim Degenhardt, Erzbischof von Paderborn (1993)
- Heinz-Horst Deichmann, Unternehmer (2006)
- Heinrich Detering, Literaturwissenschaftler, Übersetzer und Lyriker (2025)
- Günter Diehl, Diplomat (1975)
- Hermann Dietrich, Politiker (DDP) (1952)
- Fritz Dietz, Kaufmann (1968)
- Valerij Issidorowitsch Dill (2019), russlanddeutscher Politiker in Kirgistan
- Lothar Domröse, Generalleutnant (1981)
- Claude Dornier, Flugzeugkonstrukteur und Unternehmer (1964)
- Herbert Dröse, Oberbürgermeister von Hanau (1978)
- Luis Durnwalder, italienischer Politiker (SVP) (2000)

## E
- Horst Elfe, Betriebswirt, Präsident der Industrie- und Handelskammer Berlin (1982)
- Gerhard Erdmann, Hauptgeschäftsführer des BDA (1967)
- Gerhard Ertl, Physiker und Oberflächenchemiker (2008)
- Josef van Ess, Islamwissenschaftler (2010)
- Heinrich Ewers, Richter an der römischen Rota (1983)

## F
- Georg Fahrbach, Vorsitzender des Schwäbischen Albvereins (1973)
- Gerd Faltings, Mathematiker (2025)
- Ernst Ferber, General
- Walther Florian, Wirtschaftswissenschaftler und Staatssekretär (1987)
- Walter Forstmann, U-Bootkommandant (1968)
- Wolfgang Fortner, Komponist (1977)
- Göke Frerichs, Politiker (CDU), Präsident des Europäischen Wirtschafts- und Sozialausschusses
- Joseph Freundorfer, Bischof von Augsburg (1960)
- Ingeborg Friebe, Politikerin (SPD) (2011)
- Wolfgang Frühwald, Literaturhistoriker (2005)
- Helmut Fuchs, Richter (1991)
- Horst Fuhrmann, Historiker (1986)
- Wilhelm Furtwängler, Dirigent und Komponist (1952)

## G
- Heinz Gaedcke, Generalleutnant (1965)
- Lothar Gall, Historiker, Präsident der Historischen Kommission bei der Bayerischen Akademie der Wissenschaften (1998)
- Carlos Galvão de Melo, portugiesischer Offizier (1989)
- John R. Galvin, US-amerikanischer General
- Joachim Gauck, Bürgerrechtler, Bundesbeauftragter für die Stasi-Unterlagen (2000)
- Walter Gehring, Schweizer Molekular- und Entwicklungsbiologe (2010)
- Georg Geiger, Fuhrunternehmer, Verbandsfunktionär, Gewerkschafter und Politiker (SPD) (1969)
- Ingeborg Geisendörfer, Politikerin (CSU) (1987)
- Wolfgang von Geldern, Politiker (CDU), Parlamentarischer Staatssekretär und Jurist (2000)
- Reinhard Genzel, deutscher Astrophysiker (2014)
- Heinrich Gerlach, Vizeadmiral (1966)
- Walther Gerlach, Physiker, Mitentdecker des Stern-Gerlach-Effekts (1970)
- Johannes Gerster, Politiker (CDU) (1999)
- Meinhard Glanz, Generalleutnant (1984)
- Leonhard Gleske, Volkswirt (1986)
- Heinrich Gottron, Dermatologe und Hochschullehrer (1966)
- Alois Glück, Politiker (CSU) (2008)
- Wilhelm Gohl, Richter (1992)
- Stephen Greenblatt, US-amerikanischer Literaturwissenschaftler (2025)
- Adolf Grimme, Pädagoge und Kulturpolitiker (SPD) (1954)
- Durs Grünbein, Lyriker, Essayist und Übersetzer (2009)
- Peter Grünberg, Physiker (2008)
- Joachim Grünewald, Politiker (CDU), Parlamentarischer Staatssekretär (1998)
- Hubertus Grunhofer, Generaloberstabsarzt, Inspekteur des Sanitäts- und Gesundheitswesens der Bundeswehr (1982)
- Romano Guardini, Theologe und Religionsphilosoph (1965)
- Ludwig Guttmann, deutsch-britischer Neurologe und Neurochirurg, Begründer der Paralympischen Spiele (1972)
- Peter Gülke, Dirigent (2023)

## H
- Werner Haag, Generalleutnant (1969)
- Richard Hammer, Mediziner und Politiker (FDP) (1956)
- Walter Hailer, Verwaltungsjurist
- Karl Ritter von Halt, Sportfunktionär (1956)
- Carter F. Ham, US-amerikanischer General (2012)
- Theodor W. Hänsch, Physiker (2006)
- Hans Hansen, Präsident des Deutschen Sportbundes (1993)
- Hans C. W. Hartmuth, Unternehmer (1972)
- Klaus Hasselmann, Klimaforscher (2022)
- Harald zur Hausen, Mediziner (2009)
- Günter Heidecke, Jurist und Verwaltungsbeamter (1985)
- Fritz Heine, Politiker (SPD), Verleger (1990)
- Helmut Heinz, Generalleutnant (1981)
- Rudolf Hell, Erfinder (1980)
- Herbert Helmrich, Jurist und Politiker (CDU) (2013)
- Walter Henkels, Journalist (1984)
- Leo Hepp, Generalleutnant (1967)
- Susanne Hermans, Sozialarbeiterin und Politikerin (CDU) (1981)
- Karl Hetz, Vizeadmiral (1969)
- Hans Heyne, Manager (1964)
- Horst Hildebrandt, Generalleutnant (1979)
- Friedrich Hirzebruch, Mathematiker (1993)
- Cord von Hobe, Generalleutnant (1968)
- Anton Hockelmann, Handwerksfunktionär (1969)
- Herbert Hockemeyer, Generaloberstabsarzt (1969)
- Hilmar Hoffmann, Kulturpolitiker, Präsident des Goethe-Instituts (1990)
- Werner-Eugen Hoffmann, Generalleutnant (1969)
- Hans-Joachim von Horn, Generalleutnant (1961)
- Helmut Horn, Richter (1980)
- Rebecca Horn, Bildhauerin, Aktionskünstlerin und Filmemacherin (2019)
- Herbert van Hüllen, Oberbürgermeister von Krefeld und Verbandsfunktionär (1975)
- Georg Hüssler, Präsident des Deutschen Caritasverbandes (1989)

## I
- Erich Iltgen, Politiker (CDU) (2009)

## J
- Rudolf Jaenisch, Molekularbiologe (2010)
- Gert Jeschonnek, Vizeadmiral (1971)
- Eberhard Jüngel, Theologe
- Roland Jahn, Journalist (2021)

## K
- Heinz Kasch, Generalleutnant (1987)
- Hans Katzer, Politiker (CDU), Bundesarbeitsminister (1969)
- Volker Kauder, Politiker (CDU) (2022)
- Eugen Keidel, Oberbürgermeister von Freiburg/Breisgau (1982)
- Walter Kempowski, Schriftsteller (2006)
- Anselm Kiefer, Künstler (2023)
- Jochen Kirchhoff, Unternehmer und Arbeitgeberfunktionär (2008)
- Theodor Klauser, Theologe und Wissenschaftsorganisator (1974)
- Carlos Kleiber, Dirigent (1980)
- Albert Klein, Bischof der Evangelisch-Lutherischen Kirche A.B. in Siebenbürgen/Rumänien (1988)
- Hans Heinrich Klein, Generalleutnant (1977)
- Hans Kleinschmidt, Pädiater (1967)
- Hans-Helmut Klose, Vizeadmiral (1978)
- Alexander Kluge, Filmemacher (2025)
- Charlotte Knobloch, Präsidentin des Zentralrats der Juden in Deutschland (2010)
- Carl Knott, Ingenieur, Direktor der Siemens-Schuckert-Werke
- Ekhard Koch, Jurist, Richter und Verwaltungsbeamter (1965)
- Hannelore Kohl, Ehefrau von Bundeskanzler Helmut Kohl (1999)
- Claus Köhler, Volkswirt (1990)
- Bernhard Kötting, Theologe und Wissenschaftsfunktionär (1984)
- Otto Konz, Wasserbauingenieur (1958)
- Herbert Kraus, Rechtswissenschaftler (1964)
- Alfred Krause, Bundesvorsitzender des Deutschen Beamtenbundes (1987)
- Reinhold Kreile, Jurist, Kulturfunktionär und Politiker (CSU) (1995)
- Heinrich Kron, evangelischer Theologe, Kirchenpräsident (1988)
- Helmut R. Külz, Jurist, Richter und Hochschullehrer (1968)
- Günter Kuhnke, Konteradmiral (1972)
- Gustav-Adolf Kuntzen, Generalleutnant (1966)
- Anton Kurze, Verwaltungsbeamter (1976)

## L
- Hans Joachim Langmann, Unternehmer und Verbandsfunktionär (1987)
- Gerhard Lapp, Ministerialdirektor im Bundespostministerium
- Philippe Lavigne, französischer General (2024)
- Georg Leber, Politiker (1969)
- Gertrud von Le Fort, Schriftstellerin (1966)
- Berthold Leibinger, Erfinder, Unternehmer und Mäzen (2007)
- Heinz-Georg Lemm, Generalleutnant (1979)
- Herbert Lewin, Vorsitzender des Zentralrats der Juden
- Hansjoachim Linde, Generaloberstabsarzt (1986)
- Benjamin List, Chemiker (2022)
- Richard Löwenthal, Politologe und Journalist (1983)
- Irene Ludwig, Kunst-Mäzenin (1998)
- Smilo von Lüttwitz, Generalleutnant (1960)

## M
- Hans-Joachim Mack, General (1987)
- Hellmuth Mäder, Generalleutnant
- Claudio Magris, italienischer Kulturpublizist (2015)
- Yuri Manin, Hochschullehrer (2008)
- Max Mannheimer, Buchautor und Maler (2012)
- Kurt Mantel, Forstwissenschaftler (1975)
- Gerhard Matzky, Generalleutnant (1960)
- Helmut Maucher, Manager (1997)
- Josef Clemens Maurer, Erzbischof von Sucre und Kardinal (1955)
- Peter Maurer, Schweizer Diplomat (2023)
- Hans-Werner Mehlen, Generalleutnant (1976)
- Boris Meissner, deutsch-baltischer Rechtswissenschaftler (1996)
- Heinrich G. Merkel, Zeitungs- und Buchverleger (1980)
- Alex Meyer, Rechtswissenschaftler (1969)
- Wilhelm Meyer-Detring, Generalleutnant (1966)
- Lilo Milchsack, Gründerin der Gesellschaft für kulturellen Austausch mit England (1985)
- Philipp Möhring, Rechtsanwalt (1970)
- Josef Moll, Generalleutnant (1968)
- Klaus Peter Möller, Politiker (CDU) (2003)
- Herta Müller, Schriftstellerin (2010)
- Armin Mueller-Stahl, Schauspieler (2008)
- Karl Münchinger, Dirigent (1970)
- Klaus Murmann, Unternehmer und Arbeitgeberfunktionär (1992)
- Phil Murphy, US-amerikanischer Politiker, Diplomat und Investmentbanker (2022)

## N
- Heinz Nehrling, Volkswirt und Politiker (SPD)
- John Neumeier, US-amerikanischer Tänzer, Choreograf und Ballettdirektor (2025)
- Kurt Neuwald, jüdischer Funktionär (1999)
- Gerd Niepold, Generalleutnant (1972)
- Maria Niggemeyer, Politikerin (CDU) (1956)
- Alfons Nossol, Erzbischof, römisch-katholischer Theologe und Bischof von Opole (2009)
- Robert Nünlist, Kommandant der Päpstlichen Schweizergarde (1969)
- Wilhelm Nieswandt, Politiker (SPD) (1966)

## O
- Friedrich Obleser, Generalleutnant (1983)
- Luminița Odobescu, rumänische Diplomatin und Politikerin (2023)
- Johannes Oppenheimer, Vizepräsident des Bundesverwaltungsgerichtes
- Michael Otto, Unternehmer (2006)

## P
- Svante Pääbo, schwedischer Mediziner und Biologe (2009)
- David Petraeus, US-amerikanischer General und Direktor des Geheimdienstes CIA (2012)
- Filippos Petsalnikos, griechischer Politiker (2009)
- Maximilian Pfender, Ingenieur (1977)
- Robert Pferdmenges, Bankier und Politiker (CDU) (1954)
- Hubertus von Pilgrim, Bildhauer und Hochschullehrer (1997)
- Reinfried Pohl, Vorstandsvorsitzender Deutsche Vermögensberatung (2007)
- Hippolyt Poschinger von Frauenau, Unternehmer, Forstwirt und Politiker (1973)
- Albert Probst, Politiker (CSU) (1997)
- Albert Pürsten, Politiker (CDU) (1980)

## R
- Paul Raabe, Bibliothekar (1997)
- Günther Rall, Generalleutnant (1973)
- Simon Rattle, britischer Dirigent (2021)
- Ernst Rebentisch, Generaloberstabsarzt (1979)
- Kurt Rebmann, Generalbundesanwalt (1984)
- Marcel Reich-Ranicki, Publizist und Literaturkritiker (2003)
- Rüdiger von Reichert, Generalleutnant (1977)
- Wilhelm Reissmüller, Verleger, Herausgeber des Donaukurier (1987)
- Aribert Reimann, Komponist (1995)
- Hans Reschke, Oberbürgermeister von Mannheim (1972)
- Hermann Reusch, Industrieller (1956)
- Horst Ludwig Riemer, Politiker (FDP)
- Fritz Ries, Industrieller (1972)
- Helmuth Rilling, Kirchenmusiker und Dirigent (2014)
- Burkhard Ritz, Politiker (CDU) (1984)
- Valdemaras Rupšys, litauischer General (2024)

## S
- Franz Sackmann, Politiker (CSU) (1978)
- Uğur Şahin, Mediziner (2021)
- Günther Saßmannshausen, Geologe und Manager
- Walter Erich Schäfer, Dramaturg und Theaterintendant (1971)
- Wilhelm Schefold, Ministerialbeamter (1961)
- Klaus Scheufelen, Unternehmer und Politiker (CDU) (1963)
- Alois Schlögl, Landwirtschaftsfunktionär und Politiker
- Peter Schmidhuber, Politiker (CSU), EU-Kommissar (1986)
- Albert Schnez, Generalleutnant (1971)
- Helmut Schönefeld, Generalleutnant (1975)
- Gerhard Schorsch, Neurologe und Psychiater (1967)
- Hanns Christian Schroeder-Hohenwarth, Bankier (1994)
- Louise Schroeder, Politikerin (1952)
- Bruno H. Schubert, Mäzen (1990)
- Karl Schubert, Verwaltungsjurist (1969)
- Emil Schumacher, Maler (1983)
- Klaus Schwab, Wirtschaftswissenschaftler (2012)
- Rolf Schwarz-Schütte, Unternehmer und Mäzen (2011)
- Hans Schweitzer, Gewerkschafter und Politiker (SPD) (1987)
- Ernst Schröder, Gartenarchitekt und Politiker (DVP, FDP) (1959)
- Richard Schröder, Theologe und Politiker (SPD) (2015)
- Josef Seifried, Politiker (SPD), Innenminister Bayerns (1956)
- Rudolf Seiters, Politiker (CDU), Bundesinnenminister (1995)
- Heinz Sielmann, Verhaltensforscher, Tierfilmer und Publizist (1997)
- Hermann Otto Solms, Politiker (FDP) (1998)
- László Sólyom, Verfassungsjurist, Präsident Ungarns (1998)
- Julius Speer, Forstwissenschaftler und Wissenschaftsorganisator (1973)
- Werner Spies, Kunsthistoriker (2009)
- Steven Spielberg, Filmregisseur und Gründer der Shoah Foundation (1998)
- Hermann Josef Spital, Bischof von Trier (2003)
- Eduard Spranger, Philosoph, Pädagoge und Psychologe (1952)
- Friede Springer, Verlegerin (2008)
- Konrad Stangl, Generalleutnant (1973)
- Wilhelm Steinlein, Verwaltungsjurist und Politiker (CDU) (1958)
- Ernst C. Stiefel, deutsch-amerikanischer Jurist (1995)
- Hans Peter Stihl, Unternehmer (2002)
- Michael Stolleis, Jurist und Hochschullehrer (2015)
- Carl Strehl, Mitgründer und Direktor der Deutschen Blindenstudienanstalt (1966)
- Robert Strobel, Journalist und Rechtswissenschaftler (1988)
- Peter Struck, Politiker (2010)
- Thomas Südhof, Biochemiker (2016)
- Fritz Sureth, Politiker (1965)
- Hubert Schmitt-Degenhardt, Verwaltungsjurist (1978)
- Dieter Schmitt (Pilot) (1986)

## T
- Heidi Tagliavini, Schweizer Diplomatin (2015)
- Max Tau, Humanist, Lektor und Schriftsteller (1967)
- Gerd Tellenbach, Historiker (1968)
- Klaus Tellenbach, Jurist (1967)
- Fritz Terhalle, Finanzwissenschaftler (1959)
- Paul Tillich, deutsch-amerikanischer Theologe (1961)
- Rudolf Titzck, Politiker (CDU) (1979)
- Johannes Trautloft, Generalleutnant (1970)
- Herbert Trebesch, Vizeadmiral (1978)
- Susan Trumbore, US-amerikanische Geologin (2025)
- William H. Tunner, amerikanischer General, Organisator der Berliner Luftbrücke (1982)
- Özlem Türeci, deutsche Ärztin und Unternehmerin (2021)

## U
- Friedrich Übelhack, Generalleutnant (1968)
- Otto Uechtritz, Generalleutnant (1969)
- Günther Uecker, Künstler (2001)
- Andreas Urschlechter, Oberbürgermeister von Nürnberg

## V
- Max Vasmer, Slawist (1958)
- Wilhelm Vorndran, Politiker (CSU)

## W
- Karl Willy Wagner, Nachrichtentechniker (1953)
- Wolfgang Wagner, Opernregisseur (2005)
- Helmut Walcha, Organist (1987)
- Martin Walser, Schriftsteller (1994)
- Fritz Walter, Fußballspieler (1975)
- Edward Wegener, Vizeadmiral (1965)
- Wilhelm Ernst Wenders, Filmregisseur (2006)
- Hermann Wenzel, Industrieller (1952)
- Kurt Werner, Unternehmer (1990)
- Rudolf Wild, Unternehmer (1989)
- Hans Wimmer, Bildhauer (1967)
- Thomas Wimmer, Oberbürgermeister von München (1959)
- Walter Windisch, Generalleutnant (1985)
- Ernst-Ludwig Winnacker, Biochemiker und Forschungsmanager (2010)
- Richard Winkels, Politiker (SPD) uns Sportfunktionär (1983)
- Hans Günter Winkler, Springreiter (2008)
- Wilhelm Winterstein, Bankier und Mäzen (2004)
- Eugen Wirsching, Politiker (CDU) (1956)
- Hans-Jürgen Wischnewski, Politiker (SPD) (1969)
- Christoph Wolff, Musikwissenschaftler (2016)
- Zhongbi Wu, chinesischer Pathologe (2002)

## Z
- Anton Zeilinger, Physiker (2009)
- John van Nes Ziegler, Oberbürgermeister von Köln (1991)
- Carl Zuckmayer, Dichter (1955)